# Маунтен-Медоус (Колорадо)
Маунтен-Медоус (англ. Mountain Meadows) — переписна місцевість (CDP) в США, в окрузі Боулдер штату Колорадо. Населення — 237 осіб (2020).

## Географія
Маунтен-Медоус розташований за координатами 40°1′37″ пн. ш. 105°22′59″ зх. д. / 40.02694° пн. ш. 105.38306° зх. д. (40.027037, -105.383137).  За даними Бюро перепису населення США в 2010 році переписна місцевість мала площу 4,46 км², уся площа — суходіл.

## Демографія
Згідно з переписом 2010 року, у переписній місцевості мешкали 274 особи в 120 домогосподарствах у складі 76 родин. Густота населення становила 61 особа/км².  Було 128 помешкань (29/км²).
Расовий склад населення:
| - 95,6 % — білих - 2,6 % — азіатів |

До двох чи більше рас належало 1,8 %. Частка іспаномовних становила 1,1 % від усіх жителів.
За віковим діапазоном населення розподілялося таким чином: 16,1 % — особи молодші 18 років, 66,0 % — особи у віці 18—64 років, 17,9 % — особи у віці 65 років та старші. Медіана віку мешканця становила 50,1 року. На 100 осіб жіночої статі у переписній місцевості припадало 106,0 чоловіків;  на 100 жінок у віці від 18 років та старших — 107,2 чоловіків також старших 18 років.
За межею бідності перебувало 15,1 % осіб, у тому числі 0,0 % дітей у віці до 18 років та 27,5 % осіб у віці 65 років та старших.
Цивільне працевлаштоване населення становило 103 особи. Основні галузі зайнятості: науковці, спеціалісти, менеджери — 71,8 %, освіта, охорона здоров'я та соціальна допомога — 14,6 %, фінанси, страхування та нерухомість — 13,6 %.